# Aetomylaeus caeruleofasciatus
Aetomylaeus caeruleofasciatus is een vissensoort uit de familie van de adelaarsroggen (Myliobatidae). De wetenschappelijke naam van de soort is voor het eerst geldig gepubliceerd in 2015 door White, Last & Baje. De soort komt voor in de noordelijke kustwateren van Australië en in de zuidelijke kustwateren van Nieuw-Guinea.